# Sweet Pills
Sweet Pills är en georgisk musikgrupp, bestående av Mariam Butjukuri, Nini Tsiklauri, Salome Kometiani och Teona Chazaradze. Bandet bildades år 2010.

## Eurovision
I februari deltog gruppen i den georgiska nationella uttagningen till Eurovision Song Contest 2011. De tävlade med sin låt "Face to face", skriven av Tako Dzjordania och komponerad av Zurab Machniasjvili. De vann inte finalen.

### Fotnoter
1. ↑  http://www.eurovision-georgia.ge/national_contest/SweetPills.aspx?LanguageID=2
2. ↑  ”Arkiverade kopian”. Arkiverad från originalet den 16 februari 2011. https://web.archive.org/web/20110216132957/http://esctoday.com/news/read/16760. Läst 13 februari 2011.